# روانک، بوزویوک
روانک، بوزویوک (به ترکی استانبولی: Revnak) یک منطقهٔ مسکونی در ترکیه است که در بوزویوک واقع شده‌است. روانک، بوزویوک ۳۱ نفر جمعیت دارد.